# Faculté de philologie de l'université de Saint-Pétersbourg

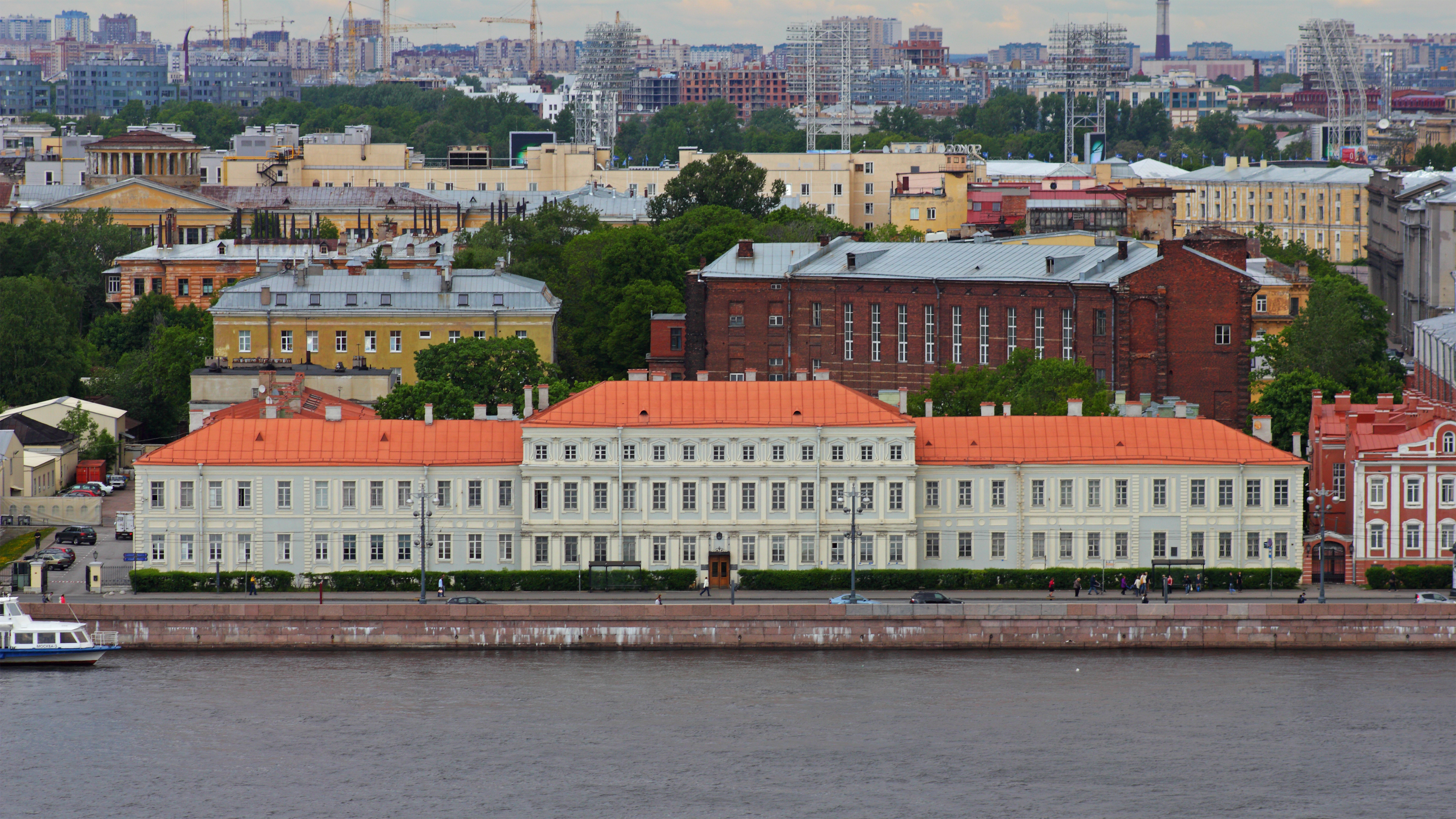
Façade de la faculté

La faculté de philologie de l'université de Saint-Pétersbourg est l'un des établissements d'enseignement universitaire des langues les plus importants de Russie. Elle se trouve à Saint-Pétersbourg dans un bâtiment historique de l'île Vassilievski au bord de la Néva, sur le quai de l'Université, qu'elle partage avec la faculté orientale.

## Historique
Cette faculté, qui dépend de l'université de Saint-Pétersbourg, date de 1819, époque où elle faisait partie de la faculté des sciences historiques et littéraires. En 1850, le département historico-philologique devient faculté à part entière. Elle est réorganisée après la révolution de 1917 en institut pédagogique de l'université.
La faculté philologique est fondée en 1937. Un certain nombre de ses professeurs sont arrêtés et réprimés en 1949 au moment de la campagne anti-cosmopolite de la fin du règne de Staline.
Elle reçoit un nouveau nom en 2007, devenant la faculté de philologie et d'art, mais retrouve son nom précédent trois ans plus tard, lorsqu'est fondée une nouvelle faculté des arts, indépendante.
L'emblème de la faculté est une tour de Babel sur fond de livre ouvert. Son doyen, depuis 2019, est le professeur Vladimir Kazakov, docteur ès lettres, succédant à Lioudmila Verbitskaïa (2008-2019).

## Chaires
La faculté comprend trente-six chaires de langues : albanais, allemand, anglais, bulgare, philologie byzantine, croate, danois, espagnol, estonien, finnois, français, grec ancien, grec moderne, hongrois, italien, latin, letton, lituanien, norvégien, polonais, portugais, roumain, russe, serbe, slovaque, suédois, tchèque, ukrainien.
Il existe également des chaires de linguistique générale, de linguistique mathématique, de phonétique, de technologie du discours oral, de langue biblique, etc.